# Blanka Stajkow
Blanka Stajkow (* 23. Mai 1999 in Stettin) ist eine polnische Sängerin und Model. Sie vertrat Polen beim Eurovision Song Contest 2023 in Liverpool mit ihrem Lied Solo.

## Leben und Karriere
Stajkow wuchs zusammen mit ihren drei Brüdern in Mierzyn auf, einem Vorort von Stettin unweit der deutschen Grenze. Ihre Mutter ist ein ehemaliges Model, ihr Vater ein bulgarischer Unternehmer.
Bekanntheit erreichte sie 2021 mit ihrer Teilnahme an der zehnten Ausgabe der Castingshow Top Model im polnischen Fernsehsender TVN. Noch während der Sendung veröffentlichte sie ihre erste Single Better. Im darauffolgenden Jahr unterschrieb sie einen Vertrag mit Warner Music Poland und veröffentlichte mit Solo ihre zweite Single.
Am 15. Februar 2023 wurde bekanntgegeben, dass Stajkow mit ihrer bereits veröffentlichten Single Solo am polnischen Vorentscheid für den Eurovision Song Contest 2023, Tu bije serce Europy! Wybieramy hit na Eurowizję im polnischen Fernsehsender TVP 1, teilnehmen würde. Im Finale am 26. Februar 2023 belegte sie bei den Jurys den ersten sowie beim Televoting den zweiten Platz und konnte somit den Vorentscheid für sich gewinnen. Die Wahl sorgte in Polen wegen angeblicher Wahlmanipulationen durch die Jury-Mitglieder für Empörung. Viele Internetnutzer richteten daher an Blanka die Forderung, auf die Teilnahme am Wettbewerb als polnische Vertreterin zu verzichten. Ihr Schweigen zu dem Thema als auch das Liken von feindseligen Instagram-Kommentaren über andere Teilnehmer führten zu einer weit verbreiteten Antipathie ihr gegenüber.
Sie vertrat Polen schließlich doch beim Eurovision Song Contest 2023 in Liverpool, wo sie im zweiten Halbfinale am 11. Mai antrat und als Drittplatzierte in das Finale einzog. Im Finale erreichte sie den 19. Platz von 26.

## Diskografie
Singles
- 2021: Better
- 2022: Solo
- 2023: Boys Like Toys
- 2023: Rodeo (PL: Platin)
- 2024: Cara Mia (PL: Gold)